# Alpaida grayi
Alpaida grayi là một loài nhện trong họ Araneidae.
Loài này thuộc chi Alpaida. Alpaida grayi được John Blackwall miêu tả năm 1863.